# Pitangus
Pitangus là một chi chim trong họ Tyrannidae.